# Citroën Axel
Der Citroën Axel ist ein Kleinwagen von Citroën. Er wurde von Sommer 1984 bis 1988 in Westeuropa verkauft, Restexemplare waren bis 1991 zu haben. Das Modell wurde in Rumänien von der Oltcit S.A. (1981–1991), vom Nachfolgeunternehmen Automobile Craiova (1991–1994) sowie vom Joint Venture Daewoo Automobile (1994–1996) hergestellt. Abgesehen von den durch Citroën nach Westeuropa importierten Fahrzeugen wurde dieses Modell unter der Bezeichnung Oltcit und später als Oltena und Rodae  verkauft.

## Geschichte
Das Fahrzeug war unter der Bezeichnung „Project Y“ (ca. 1974) bei Citroën als Ersatz für den Ami 8 entwickelt, aber nicht mehr realisiert worden, nachdem Peugeot Citroën übernommen hatte. In Frankreich wurde dann statt des ursprünglich von Citroën selbst entwickelten Axel der Visa auf der Plattform des Peugeot 104 entwickelt und gebaut.
Die Karosserie sieht der des Visa sehr ähnlich, hat aber keine Gleichteile. Auch das Fahrwerk unterscheidet sich: Das neue Modell hatte Drehstabfedern.

### Oltcit
Nach einer Vorserie von 100 Stück begann Anfang 1982 die Produktion. Das Fahrzeug wurde als Oltcit Special und Oltcit Club gebaut. Während der Special vom kleinen 2-Zylinder-Boxermotor mit 652 cm³ aus dem Visa angetrieben wurde, gab es den Club mit 1.129-cm³- oder 1.299-cm³-Motor. Der Preis in Rumänien war zunächst auf 5500 US-Dollar (in Devisen) festgelegt.

### Exportmodell Citroën Axel
Der Wagen wurde ab Mitte 1984 von Citroën in Frankreich, Österreich, den Niederlanden, Belgien, Griechenland und Italien (nicht aber in Deutschland, Großbritannien, Skandinavien und der Schweiz) unter der Modellbezeichnung Axel vertrieben. Zwar entsprach das Fahrzeug nicht unbedingt westlichen Qualitätsansprüchen, war aber preislich sehr attraktiv: Die Basisversion kostete weniger als der Citroën 2CV. Mit dem typischen Bedienungssatelliten war es immerhin als Citroën erkennbar. 
Das Fahrzeug hatte den luftgekühlten Vierzylinder-Boxermotor des Citroën GS mit 1129 cm³ und 41 kW (58 PS) im Axel und Axel 11 R sowie mit 1299 cm³ und 44 kW (61½ PS) im Axel 12 TRS. Auf einigen Märkten wurde eine Entreprise-Version ohne hintere Rücksitze als Nutzfahrzeug angeboten.
Im Jahr 1988 teilte Citroën der rumänischen Seite mit, dass man ab sofort weder CKD-Bausätze liefern noch fertige Fahrzeuge kaufen würde. Das Joint Venture war damit frühzeitig de facto gescheitert.
Die Produktion als Oltcit wurde nun ohne französische Teile fortgesetzt, was der Qualität weiter abträglich war.

### Weitere Varianten
Im Jahr 1985 entstanden vier Exemplare des Oltcit, die mit dem Motor des Dacia 1400 ausgestattet und als Olda bezeichnet wurden. Sie sollten die Basis eines Exportgeschäfts nach Kanada sein. Die Unternehmung scheiterte jedoch. Ein Jahr später (1986) wurden als Sonderanfertigung zwei Cabriolets hergestellt. 1989 wurde auf der Bukarester Messe eine Version mit vier Türen mit dem Namen Oltina vorgestellt, eine Serienfertigung folgte wegen der politischen Umstürze aber nicht. Nach der Privatisierung des Unternehmens stellte die Automobile Craiova SA das bisherige Modell unter dem neuen Namen Oltena her. Ab 1993 gab es eine Pick-up-Version (Oltcit Club 12 CS). Nach der Übernahme des Unternehmens durch Daewoo Automobile erhielt das Fahrzeug ein Facelift und wurde fortan als Rodae Oltena vermarktet.

## Stückzahlen
Insgesamt wurden 60.184 Axel hergestellt, davon knapp 48.000 mit dem 11er-Motor, der Rest als 12TRS.
Die Angaben zu Stückzahlen gehen jedoch teilweise stark auseinander. Einige Quellen nennen 28.115 verkaufte Exemplare des Axel (in Frankreich), während eine andere Quelle die in Westeuropa verkauften Fahrzeuge auf nur 13.175 beziffert.

## Einstufung im französischen Steuer- und Versicherungssystem
Der 11er-Motor war mit 6 CV eingestuft, der stärkere 12er mit 7 CV.